# بانکاس سرکل
بانکاس سرکل (به لاتین: Bankass Cercle) یک منطقهٔ مسکونی در مالی است که در Bankass واقع شده‌است. بانکاس سرکل ۹٬۰۵۴ کیلومتر مربع مساحت و ۲۶۳٬۴۴۶ نفر جمعیت دارد.